# Карл Вилхелм фон Геминген
Карл Вилхелм фон Геминген (на немски: Karl Wilhelm von Gemmingen; * 1701; † 30 януари 1763) е благородник от род Геминген, господар на Майенфелс (част от Вюстенрот) в Баден-Вюртемберг, главен шенк на Баден-Дурлах, камерхер и обрист-лейтенант. Той принадлежи към клон Майенфелс-Виддерн в I. клон (Бюрг) на III. линия (Некарцимерн/Бюрг) на фрайхерен фон Геминген.
Той е малкият син на Фридрих фон Геминген-Майенфелс († сл. 1700) и съпругата му София Маргарета фон Геминген, дъщеря на Ахилес Кристоф фон Геминген (1619 – 1676) от клон Бюрг-Престенек. Брат му Волф Кристоф (1696 – 1736) умира млад и Карл Вилхелм наследява сам Майенфелс.
Карл Вилхелм е командир на наречените на него баденски Майенфелсдрагони, които 1747 г. са в Дурлах. Той е погребан в Мюлхаузен.

## Фамилия
Карл Вилхелм фон Геминген се жени за Ернестина Фридерика фон Претлак. Те имат един син:
- Карл Август Вилхелм (* 6 август 1740; † 23 декември 1799), женен 1764 г. за Августа Шарлота фон Геминген (1737 – 1789), дъщеря на Казимир фон Геминген (1697 – 1769) от клон Бюрг-Престенек, и Еберхардина Луиза фон Валброн (1701 – 1762). Карл Август Вилхелм няма мъжки наследници и с него под-клон Майенфелс измира. Собствеността отива след това на роднините във Видерн.